# Глібенкламід
Глібенкламід (англ. Glibenclamide, лат. Glibenclamidum) — таблетований цукрознижуючий лікарський засіб класу сульфонілсечовини для прийому всередину. Глібенкламід уперше синтезований у 1966 році завдяки співпраці німецьких компаній «Boehringer Mannheim» і «Hoechst», та застосовується у клінічній практиці з 1969 року.

## Фармакологічні властивості
Глібенкламід — синтетичний препарат, що відноситься до класу сульфонілсечовини ІІ покоління. Механізм дії препарату полягає у вибірковому зв'язуванні глібенкламіду з регуляторною субодиницею КАТФ-каналів бета-клітин підшлункової залози, що призводить до підвищення секреції інсуліну бета-клітинами підшлункової залози, покращення інсулінозалежного обміну глюкози у периферичних тканинах, а також пригнічення глюконеогенезу в печінці. Глібенкламід має найвищу спорідненість до рецепторів бета-клітин підшлункової залози серед усіх похідних сульфосечовини, і його ефект прямо залежить від дози прийнятого препарату, та може проявлятись як при підвищеному рівні глюкози в крові, так і при нормальному її рівні й при гіпоглікемії. Проте висока ефективність глібенкламіда спричинює часте виникнення при його застосуванні гіпоглікемій, ризик яких посилюється при помірній гіперглікемії, нерегулярному харчуванні, зловживанні алкоголем та у хворих похилого віку, для зниження ймовірності гіпоглікемій препарат рекомендовано застосовувати після їжі. Для зниження ймовірності розвитку гіпоглікемії в пацієнтів розроблена мікронізована форма глібенкламіду, яка має більш повільно наростаючий гіпоглікемічний ефект, що сприяє зниженню ризику гіпоглікемій. Щоправда, при тривалих клінічних дослідженнях встановлено, що глібенкламід вкрай рідко призводить до важких гіпоглікемій, які потребують внутрішньовенного введення, хоча їх частота на фоні застосування глібенкламіду дещо вища, ніж при застосуванні іншого препарату з групи похідних сульфонілсечовини глімепіриду. Глібенкламід також має незначну антиаритмічну дію, спричинену дією на калієві канали кардіоміоцитів. У зв'язку із тим, що похідні сульфонілсечовини І покоління, зокрема толбутамід, збільшували ризик раптової серцево-судинної смерті, висловлювалось припущення, що глібенкламід також може збільшувати ризик раптової серцево-судинної смерті. Проте при тривалих клінічних дослідженнях ці припущення не підтвердились. Згідно даних клінічних досліджень, глібенкламід має нейропротективний ефект при ішемічному інсульті, та може покращувати неврологічний прогноз при інсульті. Глібенкламід також знижує ризик розвитку діабетичної ангіопатії, діабетичної ретинопатії та діабетичної нефропатії. Глібенкламід також може застосовуватися для лікування гестаційного діабету, проте результати лікування гестаційного діабету глібенкламідом дають дещо гірші результати, ніж лікування інсуліном або метформіном. Застосування глібенкламіду у вагітних може асоціюватися з більшими ризиком вроджених вад та вродженої гіпоглікемії, хоча більшість народжених дітей матерями, що лікувалися глібенкламідом, були здоровими.

### Фармакокінетика
Глібенкламід швидко та добре всмоктується після перорального застосування, біодоступність препарату складає для звичайних форм 29—69 %, для мікронізованих форм досягає 100 %. Максимальна концентрація глібенкламіду в крові досягається протягом 2 годин, при застосуванні мікронізованої лікарської форми терапевтична концентрація в крові досягається протягом 15—30 хвилин після застосування препарату. Глібенкламід добре (більш ніж на 95 %) зв'язується з білками плазми крові. Метаболізується препарат у печінці з утворенням неактивних метаболітів. Виводиться глібенкламід із організму із жовчю та сечею майже у рівних кількостях переважно у вигляді метаболітів. Період напіввиведення препарату складає в середньому 10 годин, при застосуванні мікронізованої форми цей час складає 1,5—3,5 годин. При виражених порушеннях функції печінки або нирок час напіввиведення глібенкламіду може подовжуватися.

## Покази до застосування
Глібенкламід застосовують при цукровому діабеті ІІ типу при неефективності дієтотерапії та зниження маси тіла.

## Побічна дія
При застосуванні гліклазиду найчастішим побічним ефектом є гіпоглікемія, яка спостерігається відносно частіше, ніж при застосуванні інших препаратів класу сульфонілсечовини. При застосуванні глібенкламіду також можуть спостерігатися наступні побічні ефекти:
- Алергічні реакції — шкірний висип, свербіж шкіри, фотодерматоз, гарячка(у тому числі з протеїнурією та артралгіями).
- З боку травної системи — нудота, блювання, відчуття важкості у животі, диспепсія, діарея; вкрай рідко холестатична жовтяниця і порушення функції печінки.
- Зміни в лабораторних аналізах — вкрай рідко тромбоцитопенія, агранулоцитоз, панцитопенія, лейкопенія, анемія, гемолітична анемія.

## Протипокази
Гліклазид протипоказаний при підвищеній чутливості до препарату та похідних сульфанілсечовини, цукровому діабеті І типу, кетоацидозі, діабетичній комі та прекомі, печінковій або нирковій недостатності, при важких інфекційних захворюваннях, при проведенні серйозних хірургічних втручань. Препарат не рекомендований до застосування у дитячому та підлітковому віці, з обережністю препарат застосовується при вагітності та годуванні грудьми.

## Форми випуску
Глібенкламід випускається у вигляді таблеток по 0,001; 0,00175; 0,0025; 0,0035 та 0,005 г. Препарат випускається також у комбінації з метформіном.

## Відзнаки
У 2010 році торгова марка глібенкламіду — «Манініл» — удостоєна фармакологічної Премії Кройцфельда за важливе значення у лікуванні цукрового діабету, особливо його мікронізована форма.